# 시애틀 사운더스 (1974년)

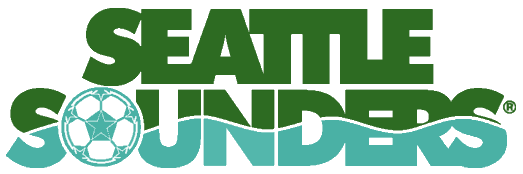

시애틀 사운더스(Seattle Sounders)는 북미 축구 리그에 소속된 미국의 프로축구단이었다.